# Playa de Ostende (Castro-Urdiales)
La playa de Ostende o playa de Urdiales está situada en el municipio de Castro-Urdiales (Cantabria), en España. Tiene forma de concha, con una longitud de 900 metros y una anchura media de 50 metros. 
Está dividida en dos secciones; la primera, de menor tamaño, llamada «del Matadero», por haber estado situado en sus inmediaciones el antiguo matadero municipal. Separada de esta por la punta de los Cuervos se encuentra la playa de Ostende propiamente dicha, de mayor tamaño.
La playa fue creada a principios de los años 90 con grava de cantera, aunque existen zonas, como la cercana al Polideportivo Peru Zaballa en la que la arena natural ha ido sustituyendo paulatinamente a la piedra molida.

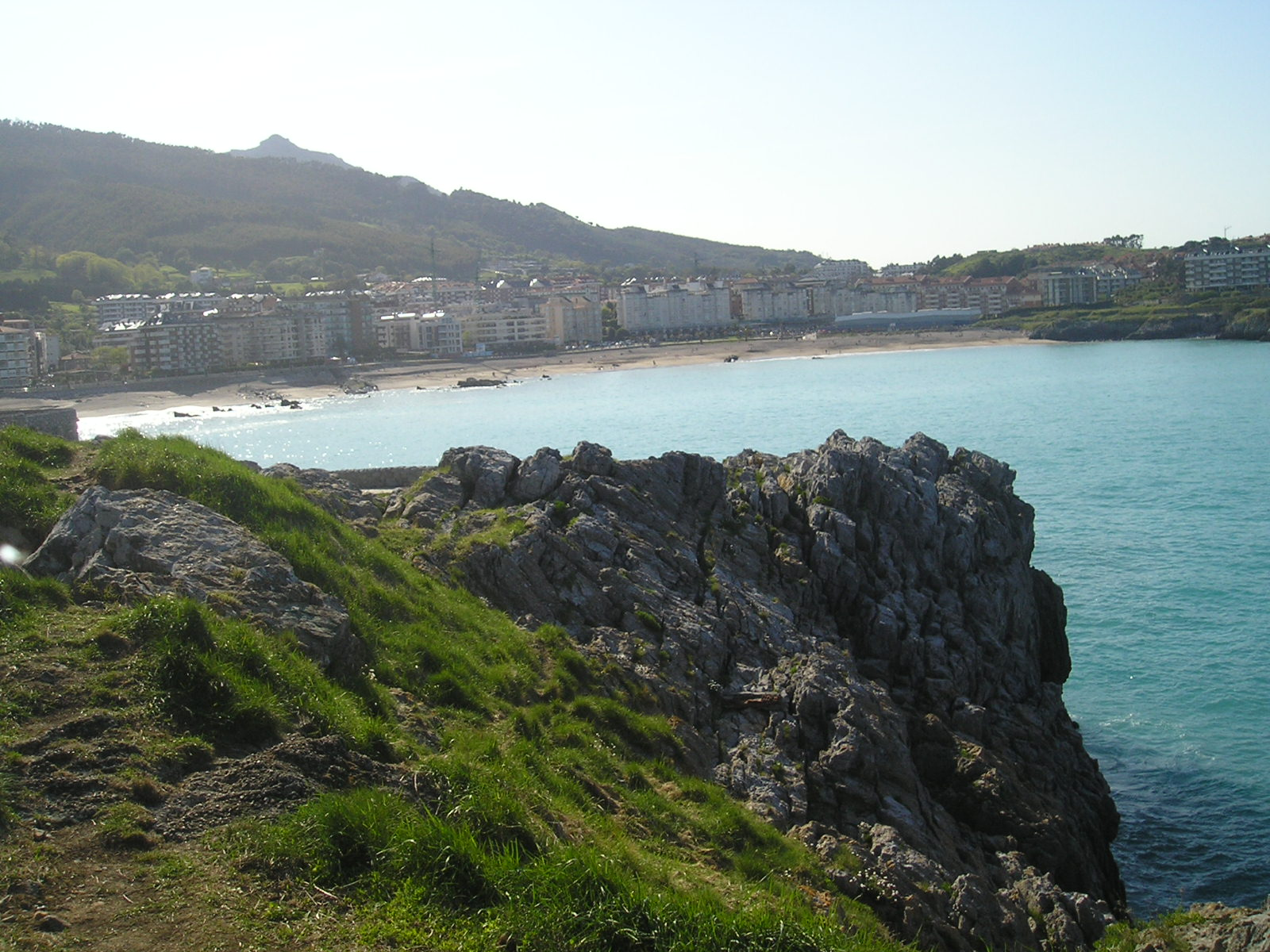
Playa de Ostende